# تشارلي شتاينر
تشارلي شتاينر (بالإنجليزية: Charley Steiner)‏ هو معلق رياضي أمريكي، ولد في 17 يوليو 1949 في مالفرين في الولايات المتحدة.

## وصلات خارجية
- تشارلي شتاينر على موقع ميوزك برينز (الإنجليزية)